# Rédouane Jiyed
Rédouane Jiyed (Marruecos; 9 de abril de 1979) es un árbitro de fútbol marroquí internacional desde 2009 que arbitra en la Liga de Fútbol de Marruecos.

## Torneos de selecciones
Ha arbitrado en los siguientes torneos de selecciones nacionales:
- Juegos Panarábicos 2011 en Doha, Catar
- Copa de Naciones Árabe 2012 en Marruecos
- Campeonato Africano Sub-17 de 2013 en Marruecos
- Clasificación de CAF para la Copa Mundial de Fútbol de 2014
- Campeonato Africano de Naciones de 2014 en Sudáfrica
- Clasificación para la Copa Africana de Naciones de 2015
- Campeonato Juvenil Africano de 2015 en Senegal
- Copa Africana de Naciones Sub-23 de 2015 en Senegal
- Copa Africana de Naciones 2017 en Gabón[2]
- Clasificación de CAF para la Copa Mundial de Fútbol de 2018
- Clasificación para la Copa Africana de Naciones de 2019
- Copa Africana de Naciones 2019 en Egipto

## Torneos de clubes
Ha arbitrado en los siguientes torneos de internacionales de clubes durante varios años:
- Liga de Campeones de la CAF
- Copa Confederación de la CAF
- Campeonato de Clubes Árabes